# 2005년 롯데 자이언츠 시즌
2005년 롯데 자이언츠 시즌은 롯데 자이언츠가 KBO 리그에 참가한 24번째 시즌이다. 양상문 감독이 팀을 이끈 첫 임기의 마지막 시즌으로, 염종석이 주장을 맡았다. 팀은 8팀 중 정규시즌 5위에 그쳐 5년 연속 최하위는 피했지만 주전 마무리 노장진이 개인사정 때문에 빠진 뒤 에이스 손민한을 마무리로 내세우는 초강수를 뒀음에도 5년 연속으로 포스트시즌 진출에 실패했으나 손민한이 선발로만 17승(1구원승 포함 18승)을 올려 1986년 선동열(17선발승) 이후 19년 만에 정규시즌 최다 선발승 MVP를 차지했으나(전체로 치자면 1982년 박철순(16선발승) 이후 2번째(86년 선동열) 3번째(2005년 손민한)) 두 선수의 기록은 류현진 (2006년 18선발승),  리오스 (2007년 22선발승)에 의해 갱신됐다.

## 타이틀
- 야구 월드컵 은메달: 최대성
- KBO MVP: 손민한
- KBO 골든글러브: 손민한 (투수)
- KBO 사랑의 골든글러브: 롯데 자이언츠 선수단
- 제일화재 프로야구대상 대상: 손민한
- KBO 올드스타: 김용희 (지명타자)
- KBA 올드스타: 조성옥 (좌익수)
- 미스터올스타: 이대호
- 올스타 선발: 손민한 (투수), 라이온 (1루수), 박기혁 (유격수), 이대호 (3루수), 펠로우 (외야수), 정수근 (외야수)
- 컴투스프로야구 KBO 베스트 라인업: 손민한 (중계투수)
- 컴투스프로야구2022 타이틀홀더 라인업: 이재율 (구원투수), 노장진 (마무리투수)
- 컴투스프로야구 내일은 MVP 라인업: 손민한 (중계투수)
- 출장(타자): 이대호 (126)
- 타수: 라이온 (492)
- 2루타: 라이온 (40)
- 다승: 손민한 (18)
- 선발승: 손민한 (17)
- 평균자책점: 손민한 (2.46)
- 이닝 당 출루허용률: 손민한 (1.11)
- 퀄리티 스타트: 손민한 (19)

### 퓨처스리그
- 남부리그 4사구: 고윤성 (43)
- 세이브: 노승욱 (7)
- 남부리그 홀드: 최혁권 (7)

## 선수단
- 선발투수: 손민한, 이상목, 염종석, 이용훈, 장원준, 주형광, 박지철
- 구원투수: 이정민, 이재율, 이정훈, 가득염, 노승욱, 이명우, 조정훈, 강상수
- 마무리투수: 노장진, 이석만, 최혁권, 김수화, 최대성
- 포수: 이동훈, 강민호, 박경진, 최기문
- 1루수: 라이온
- 2루수: 신명철, 황준영, 박현승, 박진환
- 유격수: 박기혁, 조인신
- 3루수: 이대호, 이원석, 박준서
- 좌익수: 펠로우, 조효상
- 중견수: 정수근, 이계성, 박정준
- 우익수: 손인호
- 지명타자: 최준석, 박연수, 김승관, 권민성, 박종윤

## 여담
- 이정민은 전반기 고의4구를 15번 내줘 KBO 리그 단일 시즌 전반기 최다 기록을 세웠다.
- 이정민은 홈경기에서 7개의 고의4구를 허용하여 KBO 리그 역대 단일 시즌 홈경기 최다 기록을 세웠다.
- 손민한은 단일 리그 체제 전환 이후 포스트시즌 진출 실패 팀 소속으로 KBO MVP에 등극한 첫 선수다.
- 가득염은 볼넷 당 탈삼진 비율 21을 기록하여 리그 역대 단일 시즌 최고 기록을 세웠다.
- 김승관은 KBO 퓨처스리그 사상 최초로 통산 100 2루타를 달성했다.

## 같이 보기
- 2006년 롯데 자이언츠 시즌